# Un Homer à la mer
Un Homer à la mer (Simpson Tide) est le 19e épisode de la saison 9 de la série télévisée d'animation Les Simpson.

## Synopsis
C'est la pause à la centrale nucléaire et Homer s'aperçoit qu'il ne reste qu'un seul beignet pour lui et ses collègues de travail. Afin de le faire grossir, il décide de l'introduire dans le cœur du réacteur mais 10 minutes plus tard, le réacteur prend feu. À la suite de cette gaffe, Monsieur Burns le congédie.
Homer retourne chez lui et en regardant la télévision, il apprend qu'on recrute des candidats pour la réserve de la marine. Sans hésiter, il va s'engager. Annonçant la nouvelle au bar de Moe, ses amis Barney et Apu, incluant Moe décident de l'accompagner.
Avant qu'Homer et ses amis partent pour leur première sortie dans un sous-marin nucléaire, Bart remet sa boucle d'oreille à son père pour lui porter chance. Durant l'exercice, le commandant ayant de l'admiration pour Homer, il lui confie la charge de commandement pendant qu'il va s'affairer à dégager un des lance-torpilles qui est obstrué. Puisque Barney est endormi et ne veut pas se réveiller, le commandant décide d'entrer lui-même dans le lance-torpille pour le dégager. Pendant ce temps, Moe observe au radar qu'il y a un sous-marin ennemi qui s'approche et dans le feu de l'action, Homer ordonne le lancement de toutes les torpilles. Le commandant est donc lancé dans la mer et il s'écrase sur l'autre sous-marin. L'ennemi réplique, le sous-marin d'Homer est touché et le système de navigation tombe en panne. Naviguant au hasard, le sous-marin se retrouve en zone soviétique et on annonce à la télévision que Homer Simpson a détourné un sous-marin nucléaire. Les alliés décident donc de le détruire avec des grenades sous-marines. À la suite de la manœuvre, il y a une fuite d'eau dans la salle des machines et Homer, se rappelant la boucle d'oreille de Bart, l'utilise pour boucher le trou, ce qui leur permet de remonter en douceur jusqu'à la surface.
Après être passé en cour martiale, Homer se fait renvoyer pour manquement à l'honneur et il peut retrouver sa famille.